# Лефкаритика
Лефкаритика или Лефкарское кружево— кружево ручной работы из деревни Пано Лефкара (Кипр). 
«Лефкаритику» можно узнать по мережкам — кружевным строчкам, атласному наполнению, вышитым кантам, геометрическим сложным узорам и белой, бежевой или кремовой расцветке.
В 2009 году это традиционное кружевоплетение было внесено в Репрезентативный список нематериального культурного наследия.

## История

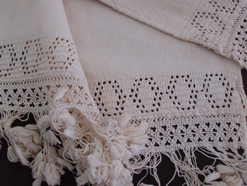
Asproploumi, тип, предшествовавший Лефкаритика

Техника плетения кружев досталась Лефкаре от Ассирии. Местные мастерицы обогатили её традиционными народными мотивами. Затем, она была позаимствована Венецией. Считается, что лефкаритика имеет венецианское происхождение. Доказательством этому служит наличие в лефкаритике не только элементов, характерных для ранних кипрских вышивок (те же геометрические формы), но и отличающихся от всего предыдущего ажурных сплетений. К тому же, как выяснила Ангелики Пьериду, занимавшаяся данным вопросом, вышивка Лефкары имеет очевидное сходство со старыми итальянскими вышивками. Подтверждает эту мысль и другой исследователь — Ольга Полемиду, пришедшая к выводу, что средневековые итальянские вышивки удивительно похожи на лефкаритику XIX-го века. Таким образом, история о том, что когда-то в XVI веке знатные венецианки поделились секретами своего мастерства с лефкарийскими женщинами, приезжая в деревню на отдых, действительно имела место.
Лефкаритика — характерный вид искусства вышивки на Кипре, восходящий как минимум к XIV веку.  Он подпадает под категорию белой вышивки Кипра. Это эволюция более старого типа, называемого « аспроплоумия ».
Основные стежки «аспропломии» сохранились в новейшем типе Лефкаритики. Новые стежки и мотивы добавляются в зависимости от мастерства и творчества вышивальщицы. 
Лефкаритика вскоре достигла более высокого уровня качества из-за конкуренции между женщинами, поскольку они считались центральной частью приданого. Каждая девушка должна была иметь расширенную коллекцию, готовую к выставке в день свадьбы. Таким образом, многие традиционные элементы передавались от матери к дочери. Многие женщины также занимались вышивкой как профессией. 
Женщины-вышивальщицы в Пано Лефкаре, называемые «плумариссами», организовывали свое производство из дома. Мужчины из Лефкары, называемые «кентитаридами», были купцами и путешествовали по Европе и Скандинавии. Согласно легенде, в XV веке Леонардо да Винчи посетил Кипр, останавливался в Лефкаре  и увез с собой в Италию кружево Лефкары ( скатерть «потамос» (украшенную кружевом), которое сегодня украшает алтарь собора Дуомо в Милане . . Судя по всему, именно скатерть изображена на его картине « Тайная вечеря ». С тех пор этот узор получил название «узор Леонардо да Винчи».
В память о великом художнике правительство Кипра в 1981 году выпустила коллекцию марок с изображением алтарного покрова с «зигзагом» и Миланского собора. В день, когда Миланскому собору исполнилось 600 лет, 19 октября 1986, Христакис Константину – тогдашний кинотархис деревни и Михалис Рувис – дизайнер по вышивкам поехали в Италию и в торжественной обстановке вручили собору новый алтарный покров, еще роскошнее прежнего. Покров вышивали самые лучшие рукодельницы в течение семи месяцев. 

## Центры производства
Крупнейшими центрами производства были деревни Пано Лефкара и Като Лефкара . Сегодня эти вышивки производятся по всему Кипру, особенно в деревнях Като Дрис, Вавла, Вавациния, Ора, Хирокития, Скариноу, Дали и Атиеноу .

## Материалы и техника
Первое кружево  было изготовлено из местной белой хлопчатобумажной ткани, произведенной на Кипре. Используется комбинация стежков и разрезов. К узорам «dantela venis» («Венецианское кружево»), «pittota», «gyroulota», «liminota» добавлены крупные вышивки, называемые «tagiades». Их название происходит от итальянского «ришелье», популярного в Италии в XVI веке. По данным Кипрской службы ремесел, различных мотивов для кружева Лефкара насчитывается более 650. 
Наиболее характерный узор в кружевах — «потамой» («реки»). Они сделаны из треугольных зигзагов, называемых «камарес» («дуги»).
Лефкаритика на льне традиционно изготавливается вручную из четырех основных элементов: полой вышивки, выреза горловины, атласного стежка и тканой каймы. Эта традиция, сочетающая искусство и общение, до сих пор является основным занятием сельских женщин, которые создают узнаваемые скатерти, кружевные салфетки,  носовые платки и выставочные экспонаты во время совместной работы и общения на узких деревенских улочках и крытых дворах.  .

## Экспонирование
В Лефкаре действует районный Музей вышивки и ювелирного дела. Музей располагается в особняке XIX века, принадлежащем семье Патсалос. В музее представлена яркая коллекция вышивок и ювелирных изделий.